# Blair Underwood
Blair Erwin Underwood, född 25 augusti 1964 i Tacoma i Washington, är en amerikansk skådespelare. 
Underwood gjorde rollen som Jonathan Rollins i Lagens änglar och som Elias Martinez i The Event. Han har även varit med i Christine och In Treatment.

## Filmografi i urval
- 1987–1994 – Lagens änglar (TV-serie)
- 1995 – I sanningens tjänst
- 1996 – Set It Off
- 1996–1997 – Yrke: Polis (TV-serie)
- 1997 – Gattaca
- 1998 – Deep Impact
- 2000 – Rules of Engagement
- 2000 – Krigets regler
- 2002 – Full Frontal
- 2002 – G
- 2003 – Malibu's Most Wanted
- 2003–2004 – Sex and the City (TV-serie)
- 2006 – Covert One - The Hades Factor
- 2006–2010 – Christine (TV-serie)
- 2008 – In Treatment (TV-serie)
- 2010–2011 – The Event (TV-serie)
- 2011 – The Art of Getting By